# 淺草田園
淺草田園（日語：アサクサデンエン），是英國出生的日本純種競賽馬匹。生涯活躍於一哩賽事，曾勝出2005年安田紀念。

## 出賽前
1999年3月22日出生於英國一個由日本馬主關口房朗管理的牧場，成長途中被另一名馬主田原源一郎購入並引入日本。
其後交由美浦訓練中心練馬師河野通文訓練。

## 競賽生涯

### 2歲
2001年11月4日出戰東京競馬場2歲新馬戰，於其中成功發揮優秀的表現於直路上衝出取得首勝。
其後出戰條件戰柊樹賞，選擇後上戰術下於直路以凌厲的姿態不斷衝刺，最終再度獲得勝利。

### 3歲
2002年年初進入約6個月的休養過後，以6月1日的麒麟錦標作爲年度首戰，於其中取得第四的不俗戰績。
其後於夏季並未進入放草，意思於8月出戰條件戰日高特別，但未能發揮優秀戰績下僅跑獲第六。
完成日高特別後，陣營決定安排其進入長期休養，未於年內再出戰任何賽事。

### 4歲
進入2003年，其於年初休養完畢復出後主要於年間出戰衆多條件戰，並於八岳特別、電視山梨盃及錦秋特別三場賽事取得頭馬。

### 5歲
2004年初其再度處於長期休養狀態，於10月31日的白秋錦標復出並取得第四人氣，然而於比賽途中未能衝出甚至進一步失速下以第十四大敗。
然而其後其表現突然進步，出戰條件戰金馬鞭盃及聖誕盃取得一冠一亞的優秀戰績。

### 6歲
2005年，6歲的淺草田園以東京新聞盃作爲首戰，比賽初段處於較後的位置，進入直路後隨即衝出加速，雖然勢頭明顯不及其他對手，但最終依然可以跑獲第四的不俗戰績。
其後出戰公開賽岡部幸雄騎手引退紀念及二級賽讀賣盃，亦可以於其中保持穩定的水準分別跑獲一席第四及第三。
5月15日出出戰京王盃春季盃，賽前獲得第六人氣。比賽開始後，由於其處於第2檔的內檔位置，因而於比賽初段選擇積極搶佔位置於先頭部隊中推進。進入直路後，其憑借佔先的優勢成功閃入內欄進行加速，最終不斷衝刺下成功衝出，以2 1/2馬位及半爆冷的姿態取得首個分級賽冠軍。
其後出戰安田紀念，雖然其勝出前哨戰，但於本場比賽有諸如2002年NHK一哩賽冠軍千里通、上年度皋月賞馬大和主將及上年度櫻花賞馬隨心起舞等強敵的參戰下，其僅獲得第七人氣。比賽開始後，其選擇居中戰術於約莫第八的位置推進，並於比賽途中保持穩定的節奏追走。進入直路後，其隨即展現優秀的反應於所在位置衝出，成功超越前方賽駒取得領先下再保持速度抵擋後方東商變革的追擊下率先衝線，再度以半爆冷的姿態奪得首個分級賽冠軍，亦爲練馬師河野通文帶來首個一級賽勝利。
其後增程出戰秋季天皇賞，雖然於直路奮力加速，但最終仍然敗於美妙浪漫、荒漠英雄及隨心起舞取得第四。
完成秋季天皇賞後陣營安排其遠征香港出戰香港一哩錦標，但於其中未能保持優勢的水準下以第六落敗。

### 7歲
2006年年初陣營再度安排其遠征，本次目標爲阿聯酋的杜拜免稅店盃，然而其於比賽途中完全無法發揮以往的實力，最終未能交出優勢表現下以包尾第十五大敗。
回國後出戰安田紀念，雖然賽前因爲近戰不利而僅獲得第十人氣，但於比賽途中發揮神勇，僅敗於來日遠征的香港代表牛精福星下以爆冷的姿態取得亞軍。
然而進入秋季後未能延續穩定的表現，出戰每日王冠、秋季天皇賞及阪神盃分別以第十三、第七及第四落敗。

### 8歲
2007年1月4日，由於馬主田原源一郎因肺炎過身，淺草田園的所有權被轉移至到其遺孀田原慶子旗下。
但淺草田園於易主後陣營未安排於年內出戰任何賽事，最終於10月10日時宣佈安排其退役並取消日本中央競馬會的賽駒註冊。

### 詳細賽績
| 日期       | 舉辦國家 | 馬場 | 距離   | 級別 | 賽事名稱             | 負重 | 騎師     | 馬號 | 出馬 | 名次 | 時間     | 頭馬（二馬）         |
| ---------- | -------- | ---- | ------ | ---- | -------------------- | ---- | -------- | ---- | ---- | ---- | -------- | -------------------- |
| 4/11/2001  | 日本     | 東京 | 草1600 |      | 2歲新馬              | 54   | 後藤浩輝 | 7    | 12   | 1    | 1:37.6   | （Strairal Hawk）    |
| 15/12/2001 | 日本     | 中山 | 草1600 |      | 柊樹賞               | 54   | 後藤浩輝 | 1    | 15   | 1    | 1:34.3   | （Jolie's Joe）      |
| 1/6/2002   | 日本     | 東京 | 泥1600 | GIII | 麒麟錦標             | 55   | 後藤浩輝 | 5    | 16   | 4    | 1:37.3   | Himitsu Heiki        |
| 17/8/2002  | 日本     | 札幌 | 草2000 |      | 日高特別             | 55   | 田中勝春 | 8    | 13   | 6    | 2:02.4   | What a Reason        |
| 25/1/2003  | 日本     | 京都 | 草1600 |      | 伏見特別             | 56   | 武豊     | 1    | 16   | 6    | 1:35.4   | 亂點兵               |
| 9/3/2003   | 日本     | 中山 | 草1600 |      | 房總特別             | 57   | 後藤浩輝 | 6    | 16   | 3    | 1:34.8   | Hallelujah Sunday    |
| 29/3/2003  | 日本     | 中山 | 草1600 |      | 千葉日報盃           | 57   | 後藤浩輝 | 15   | 16   | 8    | 1:34.7   | Daitaku Sonic        |
| 3/5/2003   | 日本     | 東京 | 草1800 |      | 八岳特別             | 57   | 後藤浩輝 | 1    | 12   | 1    | 1:47.3   | （Riki Boxer）       |
| 1/6/2003   | 日本     | 東京 | 草1800 |      | 紫草賞               | 56   | 後藤浩輝 | 3    | 9    | 3    | 1:49.0   | Lord Montana         |
| 12/7/2003  | 日本     | 函館 | 草1800 |      | HTB盃                | 58   | 横山典弘 | 2    | 15   | 2    | 1:49.3   | 永勝駒               |
| 27/7/2003  | 日本     | 函館 | 草2000 | GIII | 函館紀念             | 53   | 横山典弘 | 12   | 15   | 12   | 2:01.1   | Air Eminem           |
| 31/8/2003  | 日本     | 札幌 | 草1800 |      | 綠台盃               | 57   | 横山典弘 | 7    | 11   | 3    | 1:48.8   | Win Gracias          |
| 12/10/2003 | 日本     | 東京 | 草1600 |      | 電視山梨盃           | 58   | 横山典弘 | 14   | 18   | 1    | 1:33.5   | （Grade Venus）      |
| 2/11/2003  | 日本     | 東京 | 草1400 |      | 錦秋特別             | 58   | 横山典弘 | 8    | 15   | 1    | 1:21.2   | （Snark Suzuran）    |
| 14/12/2003 | 日本     | 中山 | 草1600 |      | 市川錦標             | 57   | 横山典弘 | 8    | 16   | 3    | 1:34.8   | Snark Suzuran        |
| 31/10/2004 | 日本     | 東京 | 草1400 |      | 白秋錦標             | 57   | 横山典弘 | 11   | 15   | 14   | 1:24.4   | Daiwa Boundary       |
| 4/12/2004  | 日本     | 阪神 | 草1600 |      | 金馬鞭盃             | 58   | G. ボス  | 11   | 14   | 2    | 1:33.7   | 美妙浪漫             |
| 25/12/2004 | 日本     | 中山 | 草1600 |      | 聖誕盃               | 57   | 藤田伸二 | 13   | 16   | 1    | 1:32.7   | （Asakusa Kininaru） |
| 15/1/2005  | 日本     | 中山 | 草1600 | OP   | 新年錦標             | 55   | 蛯名正義 | 8    | 16   | 2    | 1:33.5   | Midtown              |
| 30/1/2005  | 日本     | 東京 | 草1600 | GIII | 東京新聞盃           | 55   | 横山典弘 | 2    | 13   | 4    | 1:34.3   | 三連冠               |
| 20/3/2005  | 日本     | 中山 | 草1600 | OP   | 岡部幸雄騎手引退紀念 | 55   | 横山典弘 | 9    | 16   | 4    | 1:33.9   | 天鵝星               |
| 16/4/2005  | 日本     | 阪神 | 草1600 | GII  | 讀賣盃               | 57   | 四位洋文 | 6    | 16   | 3    | 1:33.7   | 天鵝騎士             |
| 15/5/2005  | 日本     | 東京 | 草1400 | GII  | 京王盃春季盃         | 57   | 後藤浩輝 | 2    | 18   | 1    | 1:20.3   | （我情可待）         |
| 5/6/2005   | 日本     | 東京 | 草1600 | GI   | 安田紀念             | 58   | 藤田伸二 | 7    | 18   | 1    | 1:32.3   | （東商變革）         |
| 30/10/2005 | 日本     | 東京 | 草2000 | GI   | 秋季天皇賞           | 58   | 蛯名正義 | 5    | 18   | 4    | 2:00.3   | 美妙浪漫             |
| 11/12/2005 | 香港     | 沙田 | 草1600 | GI   | 香港一哩錦標         | 57   | 藤田伸二 | 2    | 13   | 6    | 1:35.2   | 三連冠               |
| 25/3/2006  | 阿聯酋   | 詩柏 | 草1777 | GI   | 杜拜免稅店盃         | 57   | 武豊     | 1    | 15   | 15   | 紀錄缺失 | 小大衛               |
| 4/6/2006   | 日本     | 東京 | 草1600 | GI   | 安田紀念             | 58   | 藤田伸二 | 15   | 18   | 2    | 1:33.0   | 牛精福星             |
| 8/10/2006  | 日本     | 東京 | 草1800 | GII  | 每日王冠             | 58   | 藤田伸二 | 7    | 16   | 13   | 1:46.3   | 大和主將             |
| 29/10/2006 | 日本     | 東京 | 草2000 | GI   | 秋季天皇賞           | 58   | 田中勝春 | 1    | 16   | 7    | 1:59.4   | 大和主將             |
| 17/12/2006 | 日本     | 阪神 | 草1400 | GII  | 阪神盃               | 57   | 藤田伸二 | 11   | 17   | 4    | 1:20.7   | 李察靈駒             |

## 退役後
退役後，淺草田園成爲了配種馬，於北海道日高町育馬者Stallion Station休養，在2008年進行配種，首批子嗣於2009年出生。首批子嗣可於2011年出賽。2014年11月26日，Jajauma Narashi在兵庫青年大獎賽取勝，成爲首匹勝出分級賽的子嗣。
2012年配種季過後由配種馬退役，被轉移至到北海道千歲市社台牧場以功勞馬身份進行養老生活。
其後再度被轉移陣地，於北海道南幌町南幌馬術公園繼續養老。

### 主要子嗣

#### 分級賽優勝子嗣
2012年生
- Jajauma Narashi（兵庫青年大獎賽）

## 血統簡介
父系談唱劇爲愛爾蘭生產的英國賽駒，生涯戰績優秀，曾勝出日本盃、英國國國際錦標、加拿大國際錦標及加冕盃四項一級賽。祖父如虎添翼爲英國生產的法國賽駒，生涯戰績優秀，曾勝出加冕盃、聖格盧大賽及育馬者盃草地大賽三項一級賽。
母系Whitewater Affair爲英國賽駒，生涯戰績不俗，曾勝出二級賽普望錦標，亦於一級賽約克郡橡樹大賽及愛爾蘭聖烈治錦標分別跑獲亞軍及季軍。外祖父Machiavellian爲美國生產的法國賽駒，生涯戰績優秀，曾勝出莫尼大賽及撒拉曼德大賽兩項一級賽。

### 血統表
| 父線：鞍匠井系（北地舞人系）              |                               |               |                    |
| 種馬 談唱劇 1992年（棗色）                | 如虎添翼 1986年（棗色）       | 鞍匠井        | 北地舞人           |
| 種馬 談唱劇 1992年（棗色）                | 如虎添翼 1986年（棗色）       | 鞍匠井        | Fairy Bridge       |
| 種馬 談唱劇 1992年（棗色）                | 如虎添翼 1986年（棗色）       | High Hawk     | Shirley Heights    |
| 種馬 談唱劇 1992年（棗色）                | 如虎添翼 1986年（棗色）       | High Hawk     | Sunbittern         |
| 種馬 談唱劇 1992年（棗色）                | Glorious Song 1976年（棗色）  | Halo          | Hail to Reason     |
| 種馬 談唱劇 1992年（棗色）                | Glorious Song 1976年（棗色）  | Halo          | Cosmah             |
| 種馬 談唱劇 1992年（棗色）                | Glorious Song 1976年（棗色）  | Ballade       | Herbager           |
| 種馬 談唱劇 1992年（棗色）                | Glorious Song 1976年（棗色）  | Ballade       | Miss Swapsco       |
| 繁殖雌馬 Whitewater Affair 1993年（栗色） | Machiavellian 1987年（棗色）  | 淘金者        | Raise A Native     |
| 繁殖雌馬 Whitewater Affair 1993年（栗色） | Machiavellian 1987年（棗色）  | 淘金者        | Gold Digger        |
| 繁殖雌馬 Whitewater Affair 1993年（栗色） | Machiavellian 1987年（棗色）  | Coup de Folie | Halo               |
| 繁殖雌馬 Whitewater Affair 1993年（栗色） | Machiavellian 1987年（棗色）  | Coup de Folie | Raise the Standard |
| 繁殖雌馬 Whitewater Affair 1993年（栗色） | Much too Risky 1982年（栗色） | Bustino       | Busted             |
| 繁殖雌馬 Whitewater Affair 1993年（栗色） | Much too Risky 1982年（栗色） | Bustino       | Ship Yard          |
| 繁殖雌馬 Whitewater Affair 1993年（栗色） | Much too Risky 1982年（栗色） | Short Rations | Lorenzaccio        |
| 繁殖雌馬 Whitewater Affair 1993年（栗色） | Much too Risky 1982年（栗色） | Short Rations | Short Commons      |
| 雌系：號族：8-d                           |                               |               |                    |
| 五代內近親交配：Halo 3×4、Natalma 5×5     |                               |               |                    |

## 命名由來
名字中，Asakusa（アサクサ）是第一代馬主田原源一郎之冠名，出自其所經營的廣告道具公司田原屋所處之東京都台東區元淺草，Den'en（デンエン）則於日語中，帶有「田園」之意思。

## 外部連結
- 淺草田園 netkeiba.com （页面存档备份，存于）
- 血統表 （页面存档备份，存于）